# 康斯坦丁·科泽耶夫
康斯坦丁·科泽耶夫（俄语：Константин Мирович Козеев，羅馬化：Konstantin Mirovich Kozeyev，1967年12月1日—）是俄罗斯宇航员。

## 早年
1967年12月1日出生在加里宁格勒。1987年毕业于加里宁格勒工程学院。1987年至1989年在苏联军队服役。之后在加里宁格勒一所体育俱乐部担任短道速滑教练。1992年毕业于莫斯科航空学院。1991年至1996年在科罗廖夫能源火箭航天集团担任技术人员。

## 宇航员生涯

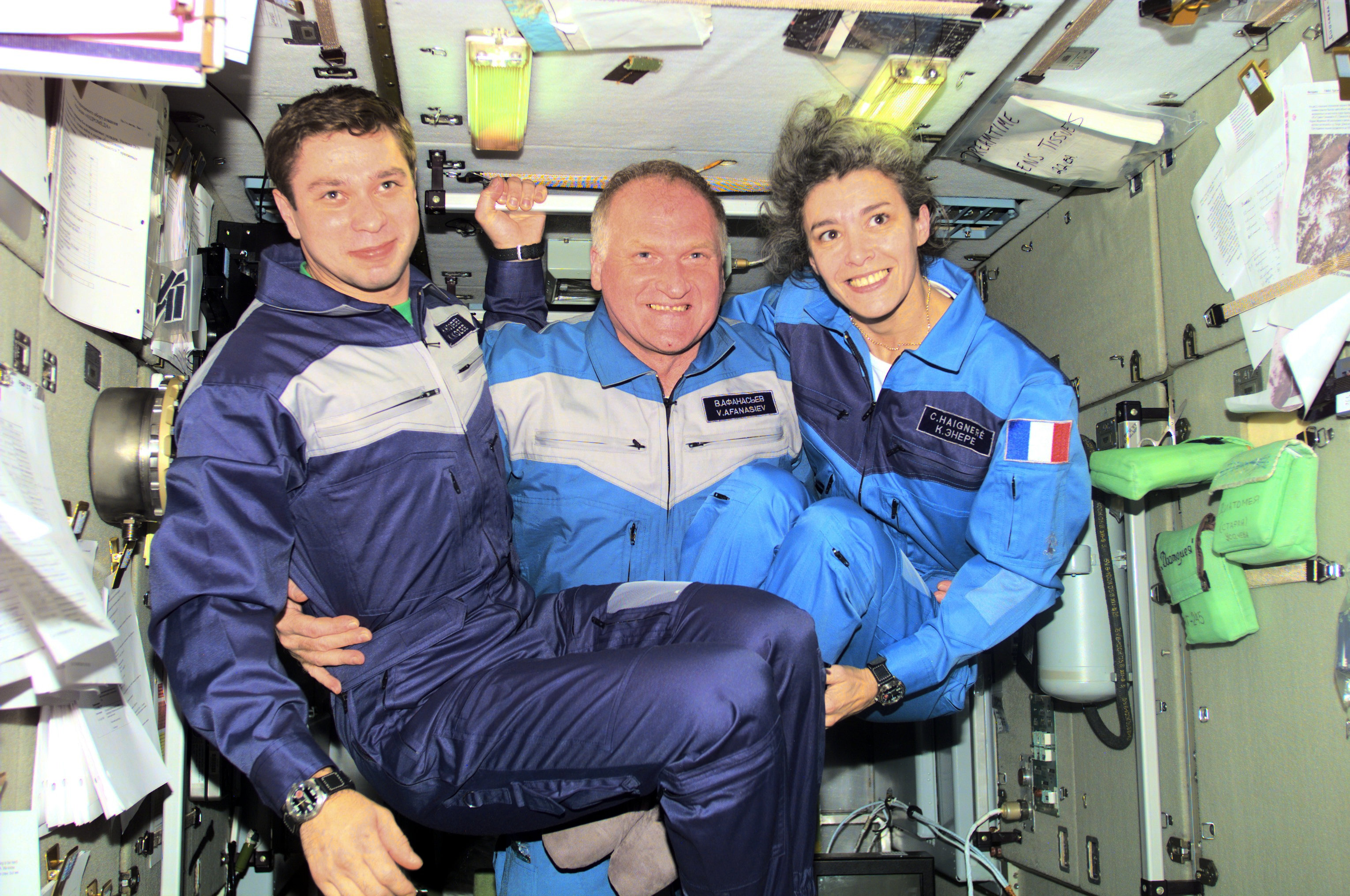
维克托·米哈伊洛维奇·阿法纳西耶夫与科泽耶夫以及克洛迪·艾涅尔在空间站上的合照

1996年4月2日成为宇航员候选人，接受训练，1998年11月7日获得测试宇航员资格。
2001年10月21日，他与维克托·阿法纳西耶夫以及法国女性宇航员克洛迪·艾涅尔乘坐联盟TM-33飞往国际空间站执行任务。

## 退役
2008年退役，之后在科罗廖夫能源火箭航天集团工作。已经离婚，没有孩子。